# Лукавац (Босния и Герцеговина)
Лукавац (босн. Lukavac) — город на северо-востоке Боснии и Герцеговины. Является центром одноимённой общины Тузланского кантона Федерации Боснии и Герцеговины.

## Население
В 1971 году численность населения составляла 51,781 человека, из которых:
- 34,010 боснийцев (65,68 %);
- 13,526 сербов (26,12 %);
- 3,111 хорватов (6,00 %);
- 613 югославов (1,18 %);
- 521 иных (1.02 %).

В 1991 году численность населения составляла 56,830 человек, из которых:
- боснийцев (66,8 %);
- сербов (21,5 %);
- хорватов (3,8 %);
- иных (8 %).

В 2013 году численность населения составляла 44,520 человек, из которых:
- боснийцев (86,6 %);
- сербов (3,4 %);
- хорватов (3,4 %);
- иных (6,6 %).